# Храм Святых Кирилла и Мефодия (Курск)
Храм Святы́х равноапо́стольных Кири́лла и Мефо́дия — православный храм в Центральном округе города Курска на территории Курского государственного университета, расположенный по адресу ул. Радищева, 33.

## История
В 1998 году в Курском государственном педагогическом университете по инициативе его студентов и преподавателей была создана православная община во имя Святых равноапостольных Мефодия и Кирилла. В это же время принято решение о строительстве храма в честь Святых равноапостольных Кирилла и Мефодия на территории университета в его внутреннем дворике. Одним из инициаторов строительства церкви был народный художник Российской Федерации Вячеслав Клыков, который выполнил эскиз будущего здания. 24 мая 1998 года архиепископ Курский и Рыльский Ювеналий совершил закладку камня на месте будущего строительства храма. Проект храма выполнен в курской творческой мастерской Валерия Михайлова архитектором Светланой Андреевой (план, стены, кокошник) и инженером Пётром Клочковым (барабан, купол, конха). В 1999 году на Вербное воскресение настоятелем освящён престол в домовой церкви, располагавшейся на первом этаже главного корпуса университета. Закладка фундамента произведена в 2002 году в день апостола Андрея Первозванного: по благословению митрополита Ювеналия в фундамент была заложена металлическая капсула с грамотой: «Во славу Животворящей Троицы. 2002 год от Рождества Христова». Строительство продолжалось с 1999 по 2007 год на пожертвования студентов, преподавателей, жителей города, спонсоров. В 2008 году к празднику Пасхи был установлен иконостас, изготовленный мастерами Щигровского Свято-Троицкого братства. Иконы написаны преподавателями художественно-графического факультета КГУ О. М. Рыбиным, Б. А. Чиликиным, А. П. Бредихиным с использованием известной ещё в Древней Руси техники левкаса (нанесение особого грунта на доске). Храм был освящён архиепископом Курским и Рыльским Германом 24 мая 2008 года, в праздник святых равноапостольных Мефодия и Кирилла. В благословение храма архиепископ Герман передал ректору КГУ Вячеславу Гвоздеву икону Божией Матери «Казанская». В марте 2009 года заработал официальный сайт храма Святых равноапостольных Кирилла и Мефодия. В настоящее время кроме ежедневных и праздничных богослужений в храме проходят рождественские ёлки, благотворительные акции.

## Архитектура храма
Стены храма сложены из лицевого и фигурного красного кирпича, покрашены в белый цвет. У основания барабана располагаются кокошники, постепенно уменьшающиеся ярусами, словно опирающиеся на строгий ритм пилястр.